# 新闻记者证 (中华人民共和国)
新闻记者证是中华人民共和国面向境内媒体在境内从事新闻采编活动的新闻采编人员所发放的证件，由国家新闻出版署统一制发。根据《新闻记者证管理办法》，从事新闻采编活动的新闻采编人员必须持有该证，并在新闻采访中主动向采访对象出示。

## 历史
中华人民共和国成立初期，全国没有统一的记者证，记者证由所属新闻单位签发，也有由兵团或党派宣传部签发的记者证。1989年4月10日，中华人民共和国新闻出版署印发《关于重新核发记者证的通知》，自此记者证的样式实现了全国统一。在首批发放的对象中，除报社期刊等的正式编制记者、编辑外，亦对兼职记者发放特约记者证，但签发数量有一定限制，其中100人以上不超过10%，100人以下不超过15%。但特约撰稿人和通讯员则禁止发放。1990年9月5日，新闻出版署印发《关于继续进行重新核发记者证工作的通知》，明确重新核发的范围包括通讯社、广播电台、电视台、新闻电影制片厂，而期刊社则因为无法界定新闻性期刊而暂不签发记者证。
1998年5月，新闻出版署开始换发第二版记者证，此时各新闻单位扩大特约记者证发放量，签发数量限制在不超过本单位记者的15%。另外中央和地方媒体的证件设计有所不同。此后新闻出版署规定记者证每5年更新一次。
2003年12月5日，新闻出版总署印发《关于全国统一换发新闻记者证的通知》，正式发放第三版记者证。新版记者证的签发对象较此前更为严格，要求申领人具备大学专科以上学历以及经国务院有关部门认定的新闻采编从业资格，且经新闻机构正式聘用、从事采编工作一年以上，但新闻网站采编人员暂不发放新闻记者证；与此同时，还取消了“特约记者证”的制度。新版证件亦增设年检制度，未通过年检的记者证将失效。新版证件还首次在封面上添加国徽图案。在防伪技术上，新闻记者证使用专用水印纸，由中国印钞造币总公司下属的印制厂印刷，采用9项技术防伪。新闻出版总署还建立了“中国记者网”，用于各媒体单位处理记者证的申请、审核、注销、吊销、年检的事项。网站亦提供查询服务，公众可在该网站查询持证记者信息以辨别真伪。为确保记者证的真实性，所有新签发的记者证需在“中国记者网”进行激活才能使用。该版本的记者证共发放16万本。
2009年，新闻出版总署开始发放第四版记者证，封皮改为咖啡色。2014年开始发放的第五版记者证增设了二维码，公众可使用手机扫码以识别证件真伪。
2014年10月29日，国家互联网信息办公室和国家新闻出版广电总局联合发出《关于在新闻网站核发新闻记者证的通知》，自此新闻网站的采编人员亦纳入记者证管理，签发标准与传统媒体一致。2015年11月6日，国家网信办为首批14家新闻网站记者发放记者证，共有594名采编人员获证。

## 样式

### 2024年第七版
2024年11月8日起启用的第七版记者证封皮以“琉璃蓝”为色调，封面正中为中华人民共和国国徽图案，下方印有“新闻记者证”“PRESS CARD”字样，封底右上角印有“PRESS CARD”字样，底部印有“NPPA”字样，尺寸为125mmx88mm。封二印有中华人民共和国地形图和全息防伪标识；第1页为印章页，印有发证机关“国家新闻出版署”的印章和中英文名称。第2、3页为证件信息页，载明单位名称、媒体名称、姓名、性别、身份证号、统一编号、发证日期等个人信息，并附有持证人照片、核验二维码、核验网址、证件流水码以及“国家新闻出版署制发”中英文字样，底图为万里长城。第4-8页为年度核验页，底图为五岳风光。封三为提示页，载明记者证使用时的注意事项并印有核发专用章。

### 历年版本

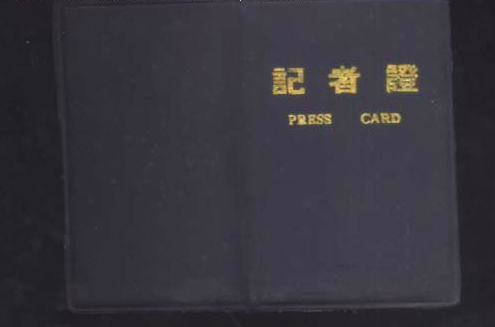
1989年发放的第一版
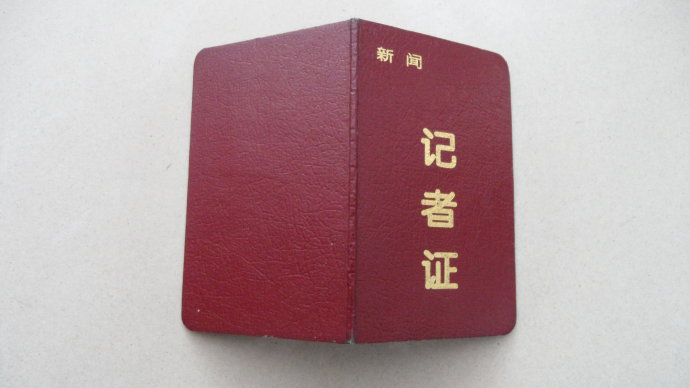
1998年发放的第二版
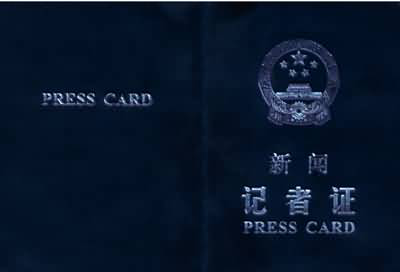
2003年发放的第三版
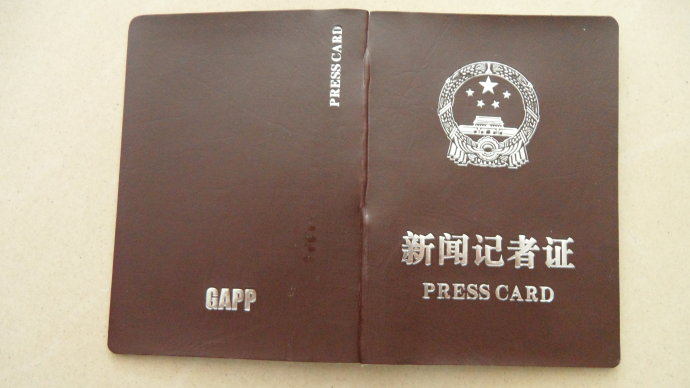
2009年发放的第四版
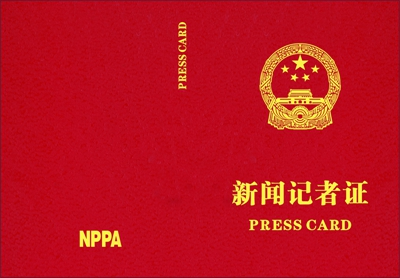
2019年发放的第六版

## 申领

### 申领条件
根据《新闻记者证管理办法》，申领新闻记者证的人员须符合以下条件：
1. 遵守国家法律、法规和新闻工作者职业道德；
2. 具备大学专科以上学历并获得国务院有关部门认定的新闻采编从业资格；
3. 在新闻机构编制内从事新闻采编工作的人员，或者经新闻机构正式聘用从事新闻采编岗位工作且具有一年以上新闻采编工作经历的人员。

#### 不符合申领条件的情形
下列人员不属于申领范围：
1. 新闻机构中党务、行政、后勤、经营、广告、工程技术等非采编岗位的工作人员；
2. 新闻机构以外的工作人员，包括为新闻单位提供稿件或者节目的通讯员、特约撰稿人，专职或兼职为新闻机构提供新闻信息的其他人员；
3. 教学辅导类报纸、高等学校校报工作人员以及没有新闻采访业务的期刊编辑人员。

此外，记者因违法活动被吊销新闻记者证的，5年内不得重新申领；被追究刑事责任的终身不得申领。

### 申领手续
根据国家新闻出版署网站显示，记者证的申领以各媒体为单位，在“全国新闻记者证管理及核验网络系统”进行申领。媒体单位申领前须先完善单位信息和联系人信息并上传《领取新闻记者证登记表》，之后录入申领人的个人信息以及上传电子材料，包括证件照、身份证正反面复印件、学历证明复印件、从业资格证书或职业资格考试成绩合格证明复印件、劳动合同复印件（在编人员除外）、《领取新闻记者证人员情况表》、保密承诺书、保密协议复印件，以及新闻单位及媒体上公示拟申领新闻记者证人员名单的证明材料。对于未领取加密终端或已更名的媒体则需要申请加密终端。新闻记者证已通过申请审核的，由媒体到各级新闻出版行政部门领取新闻记者证。以下证书均视其具有从业资格：《新闻记者职业资格考试成绩合格证明》、《新闻采编资格培训合格证》、《全国广播电视播音员主持人资格考试合格证》、《全国广播电视编辑记者资格考试合格证》、《广播电视编辑记者证》、《播音员主持人证》、《互联网新闻采编培训合格证书》。
其中，中央新闻单位提出的申请由国家新闻出版署审核；省级新闻单位提出的申请由省级新闻出版行政部门初审，通过后报送至国家新闻出版署终审；地级新闻单位提出的申请由地级新闻出版行政部门审核，再逐级报送至省级新闻出版行政部门和国家新闻出版署；驻外记者站提出的申请由记者站登记地的省级新闻出版行政部门审核；中国人民解放军和中国人民武装警察部队所属新闻单位提出的申请由中央军委政治工作部宣传局审核，并向国家新闻出版署备案，但不使用“全国新闻记者证管理及核验网络系统”处理相关事项。
2014年7月，原新闻出版广电总局出台新规定，要求申领记者证的人员与媒体签订保密协议。此前于2013年4月，广电总局禁止记者通过网络发布工作时获得的任何信息，除非经过雇主的同意。2014年6月，亦禁止记者向外国新闻机构提供信息。

### 考试与培训
自2014年起，官方对记者证的考核趋于严格，加入了习近平关于监管新闻媒体的意见相关内容。自2019年起，所有新闻采编人员的岗位培训考试统一在学习强国平台上进行，且考试内容以习近平思想为主，未参加或未通过考试的人员将无法换发新的记者证。2022年12月30日，国家新闻出版署及人力资源社会保障部发布《新闻记者职业资格考试办法》和《新闻记者职业资格考试实施细则》，要求新闻采编人员取得记者证前必须参加考试，考评要点为“是否具备从事新闻采编工作所必需的政治素养、业务能力和职业道德”。《办法》还规定有七种情形的人员不得报考。首次考试于2023年11月4日举行。

### 年检与换证
根据《新闻记者证管理办法》，新闻记者证实行年度核验制度，于每年1月至3月15日安排核验，未通过核验的新闻记者证将被注销。而记者证则为每5年统一组织换发，在换发前新闻采编人员每年需接受不少于90小时的继续教育。2022年4月25日印发的《新闻专业技术人员继续教育暂行规定》则是将新闻采编人员继续教育规范化，旨在于“培养政治坚定、业务精湛、作风优良、党和人民放心的新闻舆论工作队伍”。

## 使用
根据《新闻记者证管理办法》，记者证作为新闻采编人员从事新闻采访工作时的身份证明，记者在出席大部分新闻发布会时必须携带该证。参与国内、国际重大活动时，除需随身携带记者证外，还需同时携带活动主办单位统一制作的临时采访证件。
根据记者证封三页注意事项，持记者证的人士可在交通、通讯、住宿等方面优先安排。持记者证的人士进入部分景区参观可享受免门票的待遇。

## 相关统计
近年来，中华人民共和国持记者证上岗的记者數量出现逐年下降。根据中国记协的统计，截至2019年12月31日，有232830名记者持有有效的新闻记者证。2021年12月，数字下降至194263名；截至2022年4月30日，中华人民共和国共有180075名新聞記者通過2021年度新聞記者證核驗。

## 相关争议与事件

### 无记者证采访问题
虽然按照《新闻记者证管理办法》规定记者从事新闻采访活动应随身携带记者证，但在中国大陆，一些年轻媒体工作者皆无记者证，新入职的记者申领记者证需要经过见习期后由所在单位统一组织申请。2019年《环球时报》记者付国豪在香港国际机场遭人殴打事件传出后，有网民使用国家新闻出版署的記者證查詢系統，但系統未有與其相關的資料，即付国豪未持有记者证。《环球时报》时任主编胡錫進在新浪微博回應記者證問題時稱因辦記者證需要一定程序，故许多年轻一线媒体工作者皆没有记者证，并认为“这根本不是秘密”和是由“中國的體制決定的”。

### 滥发记者证问题
根据《新闻记者证管理办法》，记者证仅可颁发给新闻单位符合条件、具有资格的编采人员，新闻单位外的人员无权申领（在2003年前，新闻单位允许对新闻单位外的兼职人员发放特约记者证）。但仍有新闻单位违反规定，对不具备申领资格的记者发放记者证，或记者调离单位后保留记者证。如《消费日报》违规为贵州茅台董事长袁仁国申领新闻记者证；曾在《检察日报》工作的作家莫言在调离报社后，报社为他保留记者证直至2012年10月18日注销；《资阳日报》违规为简阳市简城街道党工委书记雷启锋等6名在职官员申领新闻记者证，且在申领过程中提供虚假材料，旨在实现利益输送等。根据《新闻记者证管理办法》第三十六条，新闻单位有违规申领新闻记者证情形的，最高可处以3万元人民币的罚款，且视情况可暂停核发权限。